# 크리스천 아카데미
크리스챤 아카데미(Christian Academy)는 1959년부터 2000년까지 존재했던 대한민국의 개신교교육단체였다. 2000년에는 창립 35주년을 맞아 재단 명칭을 《대화문화 아카데미》로 변경하였다. '대화문화 아카데미'는 연구, 대화, 교육을 주된 활동으로 삼았다.

## 태동
1959년 미국 유학을 마치고 귀국한 강원용 목사(한국 기독교 장로회)는 일부 보수성향 목사들이 이승만 초대 대통령의 독재를 이승만 대통령이 감리교회 장로라는 이유만으로 지지하고, 다른 종교와의 갈등을 일으키는 것을 보면서 아무런 계획없이 전도에 대한 열정만으로 하는 비합리적인 전도보다는 빈민계몽 및 타 종교와의 교류가 우선이라는 마음을 먹고 《한국기독교 사회문제연구소》를 세웠는데, 이것이 '크리스챤 아카데미'의 시작이다.

## 주요 활동

### 에큐메니컬 운동
'크리스챤 아카데미'가 1965년 초 사단법인으로 방향을 전환한 후에 했던 활동은 형제교회들 간의 에큐메니컬 운동과 다른 종교와의 대화였다. 그 실례로 '크리스챤 아카데미'는 개신교와 마찬가지로 예수를 그리스도로 믿으며 삼위일체 신앙을 고백하는 형제교회들인 로마 가톨릭교회, 성공회 그리고 다른 종교인 불교의 성직자들과 〈한국 제종교의 공동과제〉라는 이름의 토론회를 가졌다. 그 밖에 성공회와의 부활절 연합 예배 참석, 석가탄신일에 사찰에 축전 보내기 등을 하였다.

### 페미니즘교육
강원용 목사는 보수성향의 부유층과 빈민층 사이에 끼어있는 이른 바 "진보적인 중산층"의 교육에 주안점을 두었고, 그 일환으로 미국에서 공부한 페미니즘을 여대생들에게 교육시킨다. 이 곳에서 교육받은 여성들은 훗날 NGO 활동 및 정계진출로 두각을 나타내는데, 초대 문화관광부 장관을 지내고 대한민국 국회 여성위원장으로 재임중인 신낙균, 헌정 사상 첫 여성 국무총리를 지낸 한명숙이 대표적인 인물이다.

### 민주화 운동
강원용 목사가 대통령 직선제와 박정희 대통령의 하야를 촉구하는 민주회복국민선언, 3.1 민주주의 구국선언에 서명한 인사인 탓에 자연스레 유신체제에 비판적인 기독교계 진보인사들이 많이 찾아왔고, '크리스챤 아카데미'는 반독재 민주화운동의 요람이 되었다. 1977년에는 유신독재체제의 억압으로 고통받는 여성노동자들의 이야기를 다뤘다는 이유로 출판국에서 발행하던 월간지 《대화》가 폐간되었고, 1979년 3월에는 국가보안법 위반혐의로 한명숙, 이우재 간사가 구속된 것이 당시 그들이 받은 대표적인 탄압이다.

## 재판
서울형사지방법원 항소8부(재판장 안우만)은 1980년 1월 30일에 불온서적 탐독 및 용공단체 조직 혐의로 구속기소된 피고인들에게 반공법 위반죄를 적용하여,
- 이우재 농촌사회간사 징역5년 자격정지5년
- 정창렬 한양대학교 조교수 무죄
- 황한식 농촌사회간사 무죄
- 김세균 산업사회간사 선고유예
- 한명숙 여성사회간사 징역2년6월 자격정지2년6월
- 신인영 산업사회간사 징역2년 집행유예3년
- 장상환 농촌사회간사 징역2년 자격정지2년